# Slammiversary (2005)
Slammiversary (2005) – gala wrestlingu zorganizowana przez amerykańską federację Total Nonstop Action Wrestling (TNA), nadawana na żywo w systemie pay-per-view. Odbyła się 19 czerwca 2005 r. w Universal Studios w Orlando na Florydzie. Była to pierwsza gala z cyklu Slammiversary, a zarazem szóste pay-per-view TNA w 2005 r. Tego dnia organizacja świętowała trzecią rocznicę powstania.
Karta walk składała się z dziewięciu pojedynków, w tym trzech o tytuły mistrzowskie, a przed samym wydarzeniem rozegrano pre-show match. Walką wieczoru był King of the Mountain match o NWA World Heavyweight Championship, w którym Raven zdobył tytuł po pokonaniu ówczesnego mistrza – A.J. Stylesa, Abyssa, Monty’ego Browna i Seana Waltmana. Christopher Daniels obronił TNA X Division Championship w Three way elimination matchu przeciwko Chrisowi Sabinowi i Michaelowi Shane’owi. W innym pojedynku NWA World Tag Team Championi, The Naturals (Andy Douglas i Chase Stevens) pokonali Team Cnada (Eric Young i Petey Williams). Na gali zadebiutował Samoa Joe, pokonując Sonjaya Dutta.
Jason Clevett ocenił tę edycję Slammiversary na 7 w 10 – punktowej skali.

## Wyniki gali
| Nr                                                                   | Wyniki | Stypulacje                                                      | Czas  |
| -------------------------------------------------------------------- | --- | --------------------------------------------------------------- | ----- |
| 1P                                                                   | Simon Diamond i Trytan pokonali Sonny’ego Siakiego i Apolo                                                                        | Tag team match                                                  | 03:50 |
| 2                                                                    | Shark Boy pokonał Amazing Reda, Deliriousa, Elixa Skippera, Jerrelle’a Clarka i Zacha Gowena                                      | X Division 6-Way match                                          | 06:25 |
| 3                                                                    | Shocker pokonał Alexa Shelleya | Singles match                                                   | 10:13 |
| 4                                                                    | Ron Killings pokonał The Outlawa                                                                                                  | Singles match                                                   | 07:30 |
| 5                                                                    | The Naturals (Andy Douglas i Chase Stevens) (c) pokonali Team Canada (Erika Younga i Peteya Williamsa) (z A-1 i Coachem D’Amorem) | Tag team match o NWA World Tag Team Championship                | 15:22 |
| 6                                                                    | Samoa Joe pokonał Sonjaya Dutta                                                                                                   | Singles match                                                   | 06:22 |
| 7                                                                    | Bobby Roode (z Coachem D’Amorem) pokonał Lance’a Hoyta                                                                            | Singles match                                                   | 07:24 |
| 8                                                                    | America’s Most Wanted (Chris Harris i James Storm) pokonali 3Live Kru (B.G. Jamesa i Konnana) (z Ronem Killingsem)                | Tag team match                                                  | 06:54 |
| 9                                                                    | Christopher Daniels (c) pokonał Chrisa Sabina (z Trinity) i Michaela Shane’a (z Traci)                                            | Three way elimination match o TNA X Division Championship       | 17:10 |
| 10                                                                   | Raven pokonał A.J. Stylesa (c), Abyssa, Monty’ego Browna i Seana Waltmana                                                         | King of the Mountain match o NWA World Heavyweight Championship | 14:17 |
| (c) – mistrz/mistrzyni przed walkąP – walka miała miejsce w pre-show | |                                                                 |       |

### Three way elimination match
| Eliminacja | Wrestler            | Wyeliminowany przez | Sposób eliminacji                                                                       |
| ---------- | ------------------- | ------------------- | --------------------------------------------------------------------------------------- |
| 1          | Michael Shane       | Chris Sabin         | Sabin przypiął Shane’a po wykonaniu charakterystycznej dla niego akcji – Cradle Shock   |
| 2          | Chris Sabin         | Christopher Daniels | Daniels przypiął Sabina po wykonaniu charakterystycznej dla niego akcji – Angel’s Wings |
| Zwycięzca: | Christopher Daniels | Christopher Daniels | Christopher Daniels                                                                     |

### King of the Mountain match
| Nr         | Wrestler     | Wrestler przypięty lub zmuszony do poddania | Sposób                                                                                        |
| ---------- | ------------ | ------------------------------------------- | --------------------------------------------------------------------------------------------- |
| 1          | Monty Brown  | Raven                                       | Brown przypiął Ravena po wykonaniu charakterystycznej dla niego akcji – Pounce                |
| 2          | Monty Brown  | Sean Waltman                                | Brown przypiął Waltmana                                                                       |
| 3          | Raven        | AJ Styles                                   | Raven przypiął Stylesa, gdy Brown wykonał na nim Pounce                                       |
| 4          | Abyss        | Monty Brown                                 | Abyss przypiął Browna po wykonaniu charakterystycznej dla niego akcji – Black Hole Slam       |
| 5          | AJ Styles    | Abyss                                       | Styles przypiął Abyssa po wykonaniu na nim akcja Spiral Tap na stole.                         |
| 6          | Sean Waltman | AJ Styles                                   | Waltman przypiął Stylesa po wykonaniu charakterystycznej dla niego akcji – X Factor z drabiny |
| Zwycięzca: | Raven        | –                                           | Powiesił NWA World Heavyweight Championship na haku                                           |